# Uomo bianco, va' col tuo dio
Uomo bianco, va' col tuo dio (Man in the Wilderness) è un film del 1971 diretto da Richard C. Sarafian, con Richard Harris.
La pellicola è basata sulle reali vicende accadute al trapper Hugh Glass.

## Trama
Primi decenni dell'Ottocento. Zachary Bass è una guida di una spedizione in Nord America diretta verso il Missouri, con a capo il capitano Henry. Nel bel mezzo della spedizione, Bass viene aggredito da un orso che lo ferisce e lo riduce in fin di vita, nonostante lui provi a difendersi. I suoi compagni lo raggiungono in tempo e uccidono l'orso, ma Bass rimane privo di sensi. Il capitano Henry ordina ad alcuni uomini di assistere Bass fino alla sua morte, mentre lui ed il resto del gruppo proseguiranno il viaggio. I suoi compagni però, temendo un attacco dei pellerossa, lo abbandonano senza preoccuparsi delle sue condizioni.
Bass inizia a riprendersi grazie alla sua conoscenza delle erbe medicinali rinvenute in natura e alla propria tenacia, e si mette in cammino verso il Missouri per raggiungere i suoi compagni e l’intera spedizione il prima possibile, intenzionato più che mai ad ottenere vendetta. Il viaggio che lo aspetta è però pieno di pericoli e ostacoli, e non mancheranno per lui vere e proprie prove di sopravvivenza.  In questo lungo e tortuoso cammino incontrerà anche i pellerossa, con i quali instaura un rapporto reciproco di amicizia e rispetto.
Dopo una serie di rocambolesche vicende, troverà finalmente tutti i membri della spedizione, compreso il capitano Henry, occupati in una battaglia contro i pellerossa; il capo di questi ultimi interromperà lo scontro, per permettere all'uomo di vendicarsi di coloro che l'avevano tradito. Tuttavia, giunto al loro cospetto, scatterà in Bass qualcosa che gli farà decidere di lasciar perdere la propria vendetta, ma piuttosto di darsi da fare per tornare a casa dal figlio.